# Tretinoin
Tretinoin, též známý jako kyselina all-trans-retinová (ATRA), je lék používaný k léčbě akné a akutní promyelocytární leukémie. Při léčbě akné se nanáší na pleť jako krém, gel nebo mast. U leukémie se užívá perorálně po dobu až tří měsíců. Topický tretinoin je zároveň nejčastěji zkoumanou retinoidní terapií fotostárnutí pleti.
Častými vedlejšími účinky při použití ve formě krému jsou projevy na kůži. Zahrnují zrudnutí, olupování a zvýšenou citlivost na slunce. Při perorální formě se mohou vyskytnout vážnější nežádoucí účinky jako dušnost, bolest hlavy, deprese, suchost kůže, svědění, vypadávání vlasů, zvracení, bolesti svalů a změny ve vidění. Mezi další závažné nežádoucí účinky patří vysoký počet bílých krvinek a krevní sraženiny. Užívání během těhotenství je kontraindikováno kvůli možnosti riziku vrozených vad (teratogeneze). Patří do skupiny retinoidních léčiv.
Tretinoin byl patentován v roce 1957 a schválen pro lékařské použití v roce 1962. Tretinoin je nyní dostupný jako generický lék. V roce 2020 to byl 230. nejčastěji předepisovaný lék ve Spojených státech s více než 2 miliony receptů.

## Využití v medicíně

### Použití na kůži
Tretinoin se nejčastěji používá k léčbě akné, a to jak forem zánětlivých, tak i nezánětlivých. Někdy se používá ve spojení s jinými lokálními krémy na akné, kvůli zvýšení jejich penetrace. Kromě léčby aktivního akné také retinoidy urychlují hojení pozánětlivé hyperpigmentace způsobené akné. Je také vhodný jako udržovací terapie pro lidi, kteří dobře reagovali na počáteční léčbu, čímž se snižuje dlouhodobé užívání antibiotik na akné.

### Leukémie
Tretinoin se využívá k navození remise u lidí s akutní promyelocytární leukémií (APL), u kterých se projevuje translokace t(15;17) vedoucí ke vzniku fúzního genu PML::RARα. Nepoužívá se k udržovací léčbě.
Důkazy jsou velmi nejisté ohledně účinku tretinoinu při použití společně s chemoterapií u pacientů s non-APL akutní myeloidní leukémií. Tretinoin při chemoterapii pravděpodobně vede k malému či žádnému rozdílu v mortalitě, relapsu a progresi.

### Fotostárnutí
Fotostárnutí je předčasné stárnutí kůže v důsledku dlouhodobého a opakovaného vystavení slunečnímu záření. Mezi rysy fotostárnutí patří jemné a hrubé vrásky, změna pigmentace kůže a ztráta elasticity (pružnosti).
V lidské kůži zvyšují topické retinoidy produkci kolagenu, podporují epidermální hyperplazii a snižují atypii keratinocytů a melanocytů. Topický tretinoin je nejrozsáhleji zkoumanou retinoidní terapií fotostárnutí. Topický tretinoin lze použít pro mírné až těžké fotostárnutí u lidí všech typů pleti.
Obvykle je třeba vyčkat několik týdnů nebo měsíců používání, než dojde k pozorovatelnému zlepšení. Ačkoli studie zkoumající tretinoin trvaly maximálně dva roky, nic nenaznačuje změně efektu při dlouhodobějším užívání. Alternativou k prostému trvalému užívání může být dlouhodobý udržovací režim s nižší koncentrací nebo méně častou aplikací.

## Vedlejší účinky

### Použití na kůži
Lokální tretinoin je bezpečný pouze při aplikaci na kůži, zanesení do očí nebo jiných sliznic je velmi nebezpečné. Časté nežádoucí účinky zahrnují podráždění kůže, zarudnutí, otok a puchýře. Pokud je problémem podráždění, doporučuje se používat léčivo méně, frekvenci aplikace lze postupně zvyšovat se zlepšováním tolerance. Jemné odlupování pokožky, lze jemně odlupovat žínkou. V případě potřeby lze také použít nekomedogenní zvlhčovač obličeje.
Nápomocné může být také odložení nanesení retinoidu alespoň o 20 minut po umytí a vysušení obličeje. Topické retinoidy sice nejsou léky citlivé na světlo, ale i přesto se může projevovat zvýšená citlivost na slunce. Předpokládá se, že je to způsobeno ztenčením stratum corneum vedoucím ke snížení bariéry proti vystavení ultrafialovému světlu, stejně jako zvýšenou citlivostí v důsledku přítomnosti podráždění kůže.

### Při léčbě leukémie
K dalším významným vedlejším účinkům patří riziko trombózy, benigní intrakraniální hypertenze u dětí, vysoké hladiny lipidů (tj. hypercholesterolémie a/nebo hypertriglyceridémie) a poškození jater. Méně časté, však závažné, vedlejší účinky zahrnují:
| Typ                 | Časté (nad 10 %) | Méně časté (nad 1 %)                                                                |
| ------------------- | --- | ----------------------------------------------------------------------------------- |
| obecné              | - horečka (83 %) - suchost kůže (77 %) - malátnost (66 %) - bolest (37 %) - anorexie (17 %)                                                    | - otok obličeje (6 %) - hypotermie (3 %) - pallor (6 %)                             |
| dýchací soustava    | - infekce horních cest (63 %) - dušnost (60 %) - pleurální výpotek (20 %) - zápal plic (14 %) - chraptivost (14 %) - sípání při výdechu (14 %) | - otok plic (3 %) - infekce dolních cest (9 %) - plicní infiltrace (6 %)            |
| trávicí soustava    | - krvácení (34 %) - bolesti břicha (31 %) - průjem (23 %) - zácpa (17 %) - dyspepsie (14 %) - oteklé břicho (11 %)                             | - ascites (3 %) - vředy (3 %)                                                       |
| srdeční soustava    | - arytmie (23 %) - návaly horka (23 %) - hypotenze (14 %) - hypertenze (11 %) - flebitida (11 %)                                               | - srdeční selhání (6 %) - myokardiální infekce (3 %) - srdeční zástava (3 %)        |
| nervová soustava    | - bolest hlavy (86 %) - parestézie (17 %) - úzkost (17 %) - nespavost (14 %) - deprese (14 %) - zmatenost (11 %)                               | - agitace (9 %) - halucinace (6 %) - nitrolební tlak (9 %) - mozkové krvácení (9 %) |
| vylučovací soustava | - chronické onemocnění ledvin (11 %) | - dysurie (9 %)                                                                     |